# 하노 푀슐
하노 푀슐(독일어: Hanno Pöschl, 1949년 7월 2일~)은 오스트리아의 배우이다.

## 작품 목록

### 영화
- 보복(2008년)
- 비포 선라이즈(1995년)
- Schmutz(1987년)
- 007 리빙 데이라이트(1987년)
- 쿼렐리(1982년)
- 비엔나 숲속의 이야기(1979년)
- 암흑가의 카스바흐(1979년)